# Cantón de Moulins-Engilbert
El cantón de Moulins-Engilbert era una división administrativa francesa, que estaba situada en el departamento de Nièvre y la región de Borgoña.

## Composición
El cantón estaba formado por diez comunas:
- Isenay
- Maux
- Montaron
- Moulins-Engilbert
- Onlay
- Préporché
- Saint-Honoré-les-Bains
- Sermages
- Vandenesse
- Villapourçon

## Supresión del cantón de Moulins-Engilbert
En aplicación del Decreto n.º 2014-184 de 18 de febrero de 2014, el cantón de Moulins-Engilbert fue suprimido el 22 de marzo de 2015 y sus 10 comunas pasaron a formar parte; nueve del nuevo cantón de Luzy y una del nuevo cantón de Château-Chinon.